# Era postclàssica

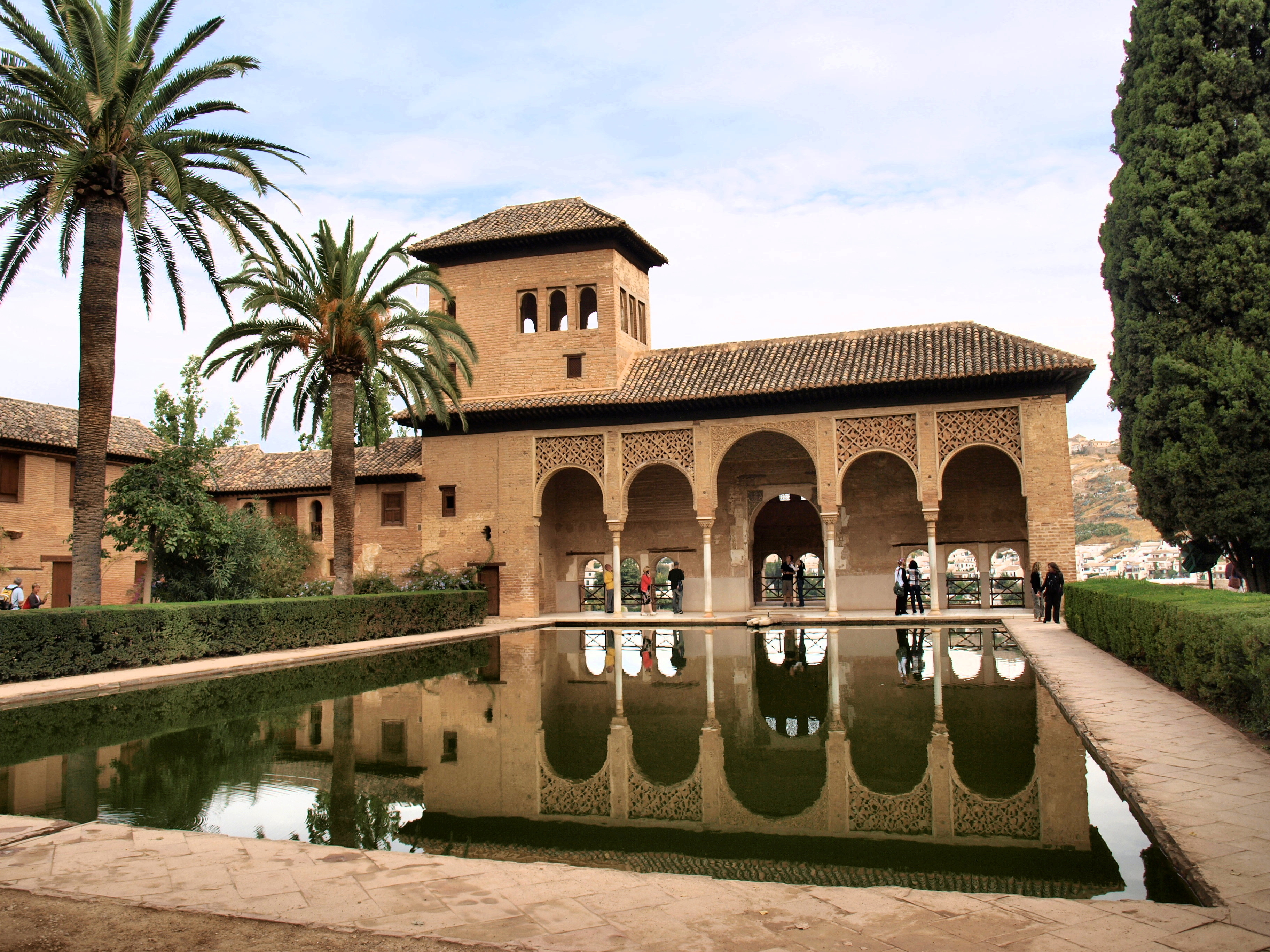
El Partal a l'Alhambra de Granada: influències d'orient a l'occident

L'era postclàssica o període postclàssic fou el període que va seguir immediatament a l'època clàssica, en general durant els anys d'entre 200-500 i 1200-1453 EC, depenent del continent.

## Europa - Edat Mitjana

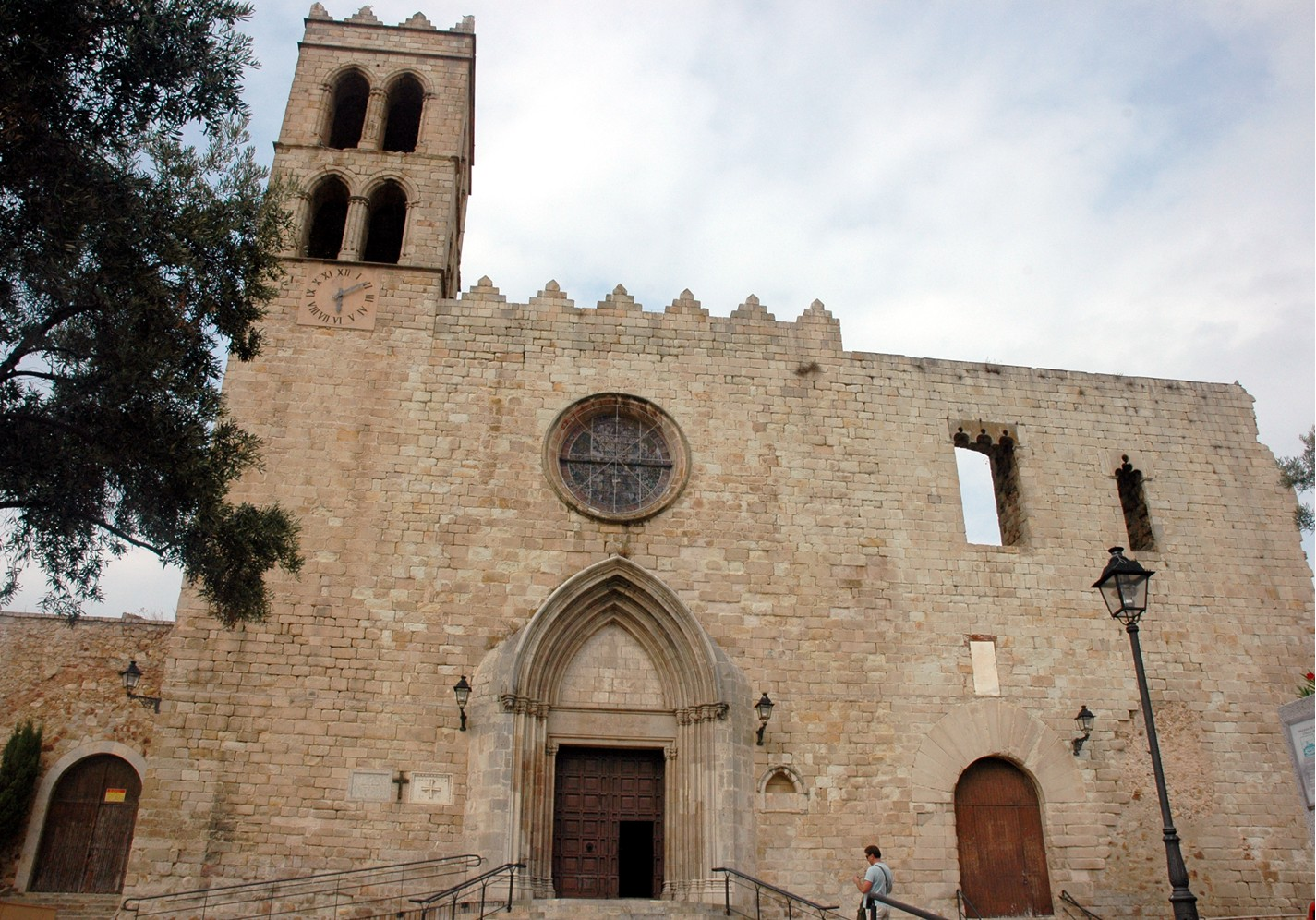
L'església de Santa Maria de Blanes: arquitectura gòtica.

L'«Era postclàssica» és el període de la història occidental, entre 500 i 1453 EC, després de la caiguda dels grans imperis clàssics a la regió mediterrània. En la història europea, l'era postclàssica coincideix i és més comunament coneguda com l'«Edat mitjana».
Mentre després de la caiguda dels imperis occidentals clàssics, civilitzacions van sorgir per formar complexes societats tribals. Els anys 500-1000 EC es coneixen com l'«Alta era postclàssica».

## Món oriental
Durant aquest període, els imperis del món oriental van continuar expandint-se a través del comerç, migracions i conquestes de les zones veïnes.

## Les Amèriques

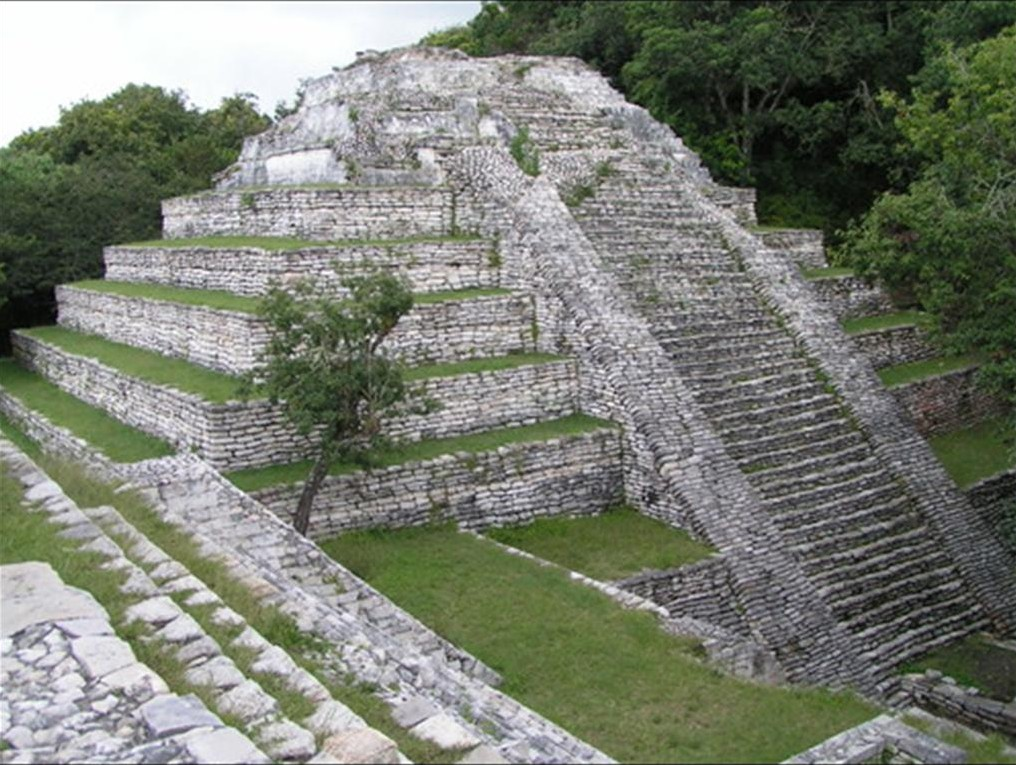
Tenam Puente, a Chiapas, Mèxic: arquitectura maia.

A les Amèriques, les civilitzacions del període clàssic es van produir durant l'era postclàssica del món occidental.
- L'Època clàssica - a les Amèriques pre-contacte (c. 500-1200 EC)
  - Període clàssic mesoamericà de les civilitzacions mesoamericanes. - (C. 200-1000 EC)

### Postclàssic
A les Amèriques, les civilitzacions del període postclàssic es van produir durant les Eres postclàssica tardà, Renaixement i principis de l'«Era dels descobriments» del món occidental.
- Fase postclàssica - les Amèriques (a partir de 1200 EC fins al contacte amb els europeus i decadència)[4]
  - Període postclàssic mesoamericà - (1000-1697 EC)
  - Darrer període de l'Era precolombina en el Nou Món

## Món
Durant l'era postclàssica, els principals avenços són:
- L'expansió i el creixement de la civilització en noves àrees d'Àsia, Àfrica, Europa, Mesoamèrica i l'oest d'Amèrica del Sud.
- El creixement i la distribució geogràfica de les principals religions del món, sent l'islam la religió més reeixida durant aquest temps.[5]
- L'augment de la comunicació i el comerç entre el món occidental i el món oriental.[1]